# Гусаренко, Виктор Степанович
Виктор Степанович Гусаренко (род. 15 декабря 1958, Свердловск, РСФСР, СССР) — советский и российский спортсмен, Заслуженный тренер Российской Федерации.

## Биография
Ещё в седьмом классе школы начал увлекаться конькобежным спортом. Тренировался у И. Н. Кузнецовой, потом у Л. М. Примеровой. После окончания школы некоторое время работал слесарем.
В 1977 году был на срочную службу в ряды Вооруженных Сил СССР. Был отправлен в состав частей Группы советских войск в Германии, и тогда же, по совету начальника физподготовки полка, начал серьёзно заниматься лёгкой атлетикой.
После демобилизации из армии продолжал работу на промышленном производстве и параллельно поступил в Свердловский юридический институт, после его окончания в 1983 году был направлен на работу следователем. Однако уже в следующем году решает посвятить жизнь спорту и становится тренером в ДЮСШ № 4 «Юность» по легкой атлетике. Работает там по сей день.
За время работы в качестве тренера Виктором Степановичем были подготовлены заслуженный мастер спорта О. Котлярова — бронзовый призёр Олимпийских игр 2000 года, заслуженный мастер спорта О. Фёдорова — серебряный призёр Олимпийских игр 2004 года, а также ряд других выдающихся российских спортсменов.
В 1997 году был удостоен звания «Заслуженный тренер России». Также был награждён медалью ордена «За заслуги перед Отечеством» II степени (2006).